# 100 років Харківському національному університету міського господарства імені О. М. Бекетова (монета)
«100 ро́ків Ха́рківському націона́льному університе́ту місько́го господа́рства і́мені О. М. Бе́кетова» — ювілейна монета номіналом 2 гривні, випущена Національним банком України. Присвячена єдиному в Україні закладу вищої освіти, який здійснює підготовку і перепідготовку інженерних кадрів з комплексу спеціальностей і спеціалізацій, що охоплюють технічні та соціально-економічні сфери функціонування та розвитку міст і регіонів. Харківський національний університет міського господарства імені О. М. Бекетова — це сучасний науково-освітній комплекс, до складу якого також входять навчально-методичний відділ, наукова бібліотека, галузеві науково-дослідні підрозділи, численні освітні і наукові центри, архітектурно-художні майстерні тощо. Університет здійснює широкий спектр наукових досліджень в галузі міського господарства.
Монету введено в обіг 1 грудня 2022 року. Вона належить до серії «Вищі навчальні заклади України».

## Опис та характеристики монети
| Номінал грн. | Метал      | Маса, грам | Діаметр, мм. | Якість виготовлення       | Гурт     | Тираж, штук |
| ------------ | ---------- | ---------- | ------------ | ------------------------- | -------- | ----------- |
| 2            | нейзильбер | 12,8       | 31           | спеціальний анциркулейтед | рифлений | 25 000      |

### Аверс

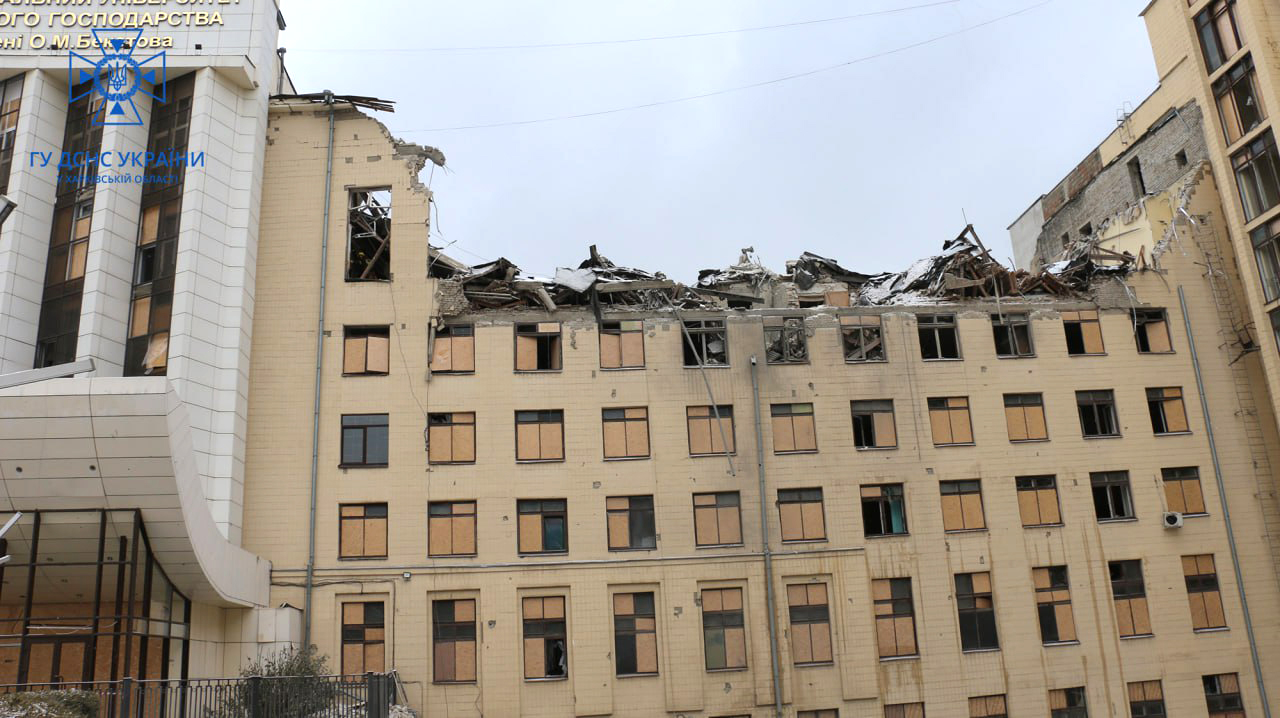
Головний корпус ХНУ ім. О. М. Бекетова після російського ракетного удару 5 лютого 2023

На аверсі монети розміщено: угорі — малий Державний Герб України, праворуч від якого напис «УКРАЇНА»; у центрі — логотип університету; унизу написи: «2022/2/ГРИВНІ»; логотип Банкнотно-монетного двору Національного банку України (під написами).

### Реверс
На реверсі монети зображено стилізовану композицію: пам'ятник видатному архітектору О. М. Бекетову (ліворуч), центральна частина фасаду будівлі університету (праворуч) та написи: «100/РОКІВ» (над будівлею), «ХАРКІВСЬКИЙ НАЦІОНАЛЬНИЙ УНІВЕРСИТЕТ МІСЬКОГО ГОСПОДАРСТВА ІМ. О. М. БЕКЕТОВА» (по колу).

## Автори
- Художник — Фандікова Наталія.
- Скульптори: Дем'яненко Володимир, Лук'янов Юрій.

## Вартість монети
Під час введення монети в обіг 2022 року, Національний банк України реалізовував монету за ціною 81 гривня.
Фактична приблизна вартість монети, з роками змінювалася так:
| Рік        | 2023 | 2024 | 2025 |
| ---------- | ---- | ---- | ---- |
| Ціна, грн. | 110  | 170  | 490  |